# Liste der Wegzeichen des Sauerländischen Gebirgsvereins
Die Liste der Wegzeichen des Sauerländischen Gebirgsvereins umfasst alle laut Anlage 4 der Durchführungsverordnung des Landschaftsgesetzes Nordrhein-Westfalen erlaubten Standardwegzeichen zur Markierung von Wanderwegen im Vereinsgebiet des Sauerländischen Gebirgsvereins (SGV). Diese Wegzeichen sind im Sauerland, dem Bergischen Land, dem Ruhrgebiet und dem Münsterland zu finden.
In der Praxis werden von einzelnen SGV-Abteilungen auch abweichende Wegzeichen verwendet. Diese unterstehen aber nicht dem gleichen gesetzlichen Schutz wie die in dieser Liste aufgeführten Wegzeichen. Die Wegzeichen müssen mit weißer Farbe auf schwarzen oder dunklen Grund ausgeführt werden. Bestimmte Wegzeichen dürfen optional zusammen mit angefügter Zählziffer kombiniert werden, anderen ist dies nicht erlaubt, bei einigen ist die Zählziffer obligatorisch.
Mit dem Aufkommen von touristisch besonders beworbenen Wanderwegen, wie z. B. der Rothaarsteig oder der Rheinsteig, wurden deren individuellen Wegzeichen ebenfalls in die Liste aufgenommen.
| Wegzeichen | Beschreibung                            | Wegeart                                                     | Zählziffer    | Anmerkungen                                                                     | Beispiele aus der Praxis                                                                                      |
| ---------- | --------------------------------------- | ----------------------------------------------------------- | ------------- | ------------------------------------------------------------------------------- | --- |
| ╳          | Andreaskreuz                            | Hauptwanderweg des SGV-Hauptvereins                         | optional      | Vollständige Liste aller Hauptwanderstrecken des Sauerländischen Gebirgsvereins | Ohne Zählziffer: X Talsperrenweg: X3 Graf-Engelbert-Weg: X28 Ruhrhöhenweg: XR                                 |
| ◇          | Raute                                   | Bezirkswanderweg eines SGV-Bezirks                          | optional      | Zählziffer nur innerhalb des jeweiligen Bezirksgebietes eindeutig               | Ohne Zählziffer: ◇ Wupperweg: ◇6 Rhein-Ruhr-Emscher-Weg: ◇9                                                   |
| ◯          | Kreis                                   | Großer Orts- oder Ortsteilrundwanderweg einer SGV Abteilung | nein          | Ein oder zwei Anfangsbuchstaben können im Inneren stehen                        | Langendreer Rundweg: ◯ Bochumer Rundweg: Ⓑ Wuppertaler Rundweg: Ⓦ                                             |
| A1         | Buchstabe mit Zählziffer                | Ortsrundwanderweg einer SGV-Abteilung                       | obligatorisch | Sehr häufige Variante sind die „Autofahrerrundwanderwege“                       | Rundweg A1, A2, A3 usw.: A1 , A2 , A3 … Seltener auch Rundwanderweg B1, B2, C1, C2 usw. : B1 , B2 , C1 , C2 … |
| ■          | Geschlossenes Quadrat                   | Ortswanderweg einer SGV-Abteilung                           | nein          | einmalig innerhalb einer Abteilung                                              | |
| ▲          | Geschlossenes Dreieck                   | Ortswanderweg einer SGV-Abteilung                           | nein          | einmalig innerhalb einer Abteilung                                              | |
| □          | Offenes Quadrat                         | Ortswanderweg einer SGV-Abteilung                           | nein          | einmalig innerhalb einer Abteilung                                              | |
| △          | Offenes Dreieck                         | Ortswanderweg einer SGV-Abteilung                           | nein          | einmalig innerhalb einer Abteilung                                              | |
| ┏┛         | Wolfsangel                              | Ortswanderweg einer SGV-Abteilung                           | nein          | einmalig innerhalb einer Abteilung                                              | |
| ━          | Geschlossenes Rechteck / Breiter Strich | Ortswanderweg einer SGV-Abteilung                           | nein          | einmalig innerhalb einer Abteilung                                              | |
| =          | Doppelstrich                            | Ortswanderweg einer SGV-Abteilung                           | nein          | einmalig innerhalb einer Abteilung                                              | |
| U          | Buchstabe U                             | Ortswanderweg einer SGV-Abteilung                           | nein          | einmalig innerhalb einer Abteilung                                              | |
| Z          | Buchstabe Z                             | Ortswanderweg einer SGV-Abteilung                           | nein          | einmalig innerhalb einer Abteilung                                              | |
| ┻          | Umgedrehtes T                           | Ortswanderweg einer SGV-Abteilung                           | nein          | einmalig innerhalb einer Abteilung                                              | |
| <          | Spitze Klammer                          | Zugangsweg zu einem Hauptwanderweg                          | optional      |                                                                                 | |
| N          | Buchstabe N                             | Zugangsweg zum Naturfreundehaus                             | nein          |                                                                                 | |
| JH         | Buchstabenkombination JH                | Zugangsweg zur Jugendherberge                               | nein          |                                                                                 | |
| H          | Buchstabe H                             | Zugangsweg zum Wanderheim / Hütte                           | nein          |                                                                                 | |